# الأولياء التسعة

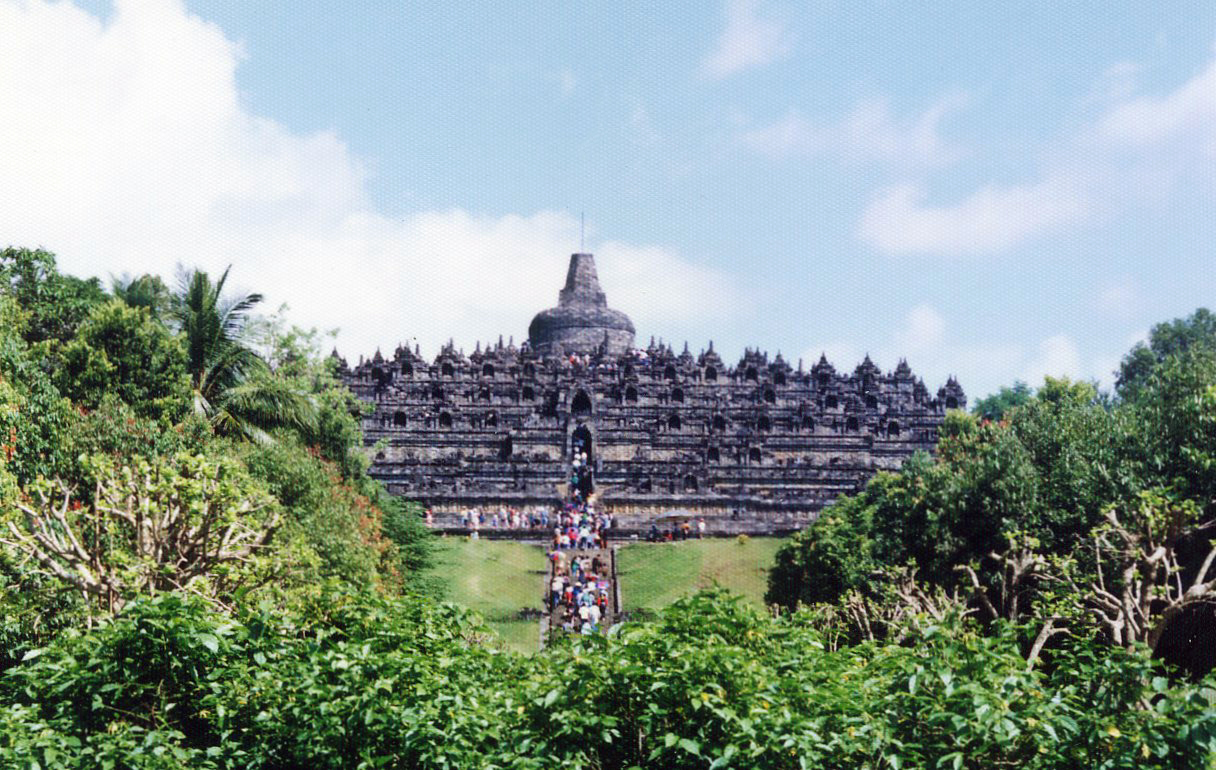

الأولياء التسعة أو الأوصياء التسعة (بالإندونيسية: Wali Songo أو Wali Sanga)‏ شخصيات إسلامية اشتهرت في عالم الملايو [الإنجليزية] خاصة في جزيرة جاوة الإندونيسية بسبب دورها التاريخي في انتشار الإسلام بإندونيسيا في القرن التاسع الهجري (الخامس عشر الميلادي)، بحيث يعتقد أن هؤلاء هم المسؤولون عن تغيير الديانة الجاوية المتمثلة بالهندوسية والبوذية إلى الإسلام، وأصبح من بعدهم عدد المسلمين في إندونيسيا اليوم هو الأعلى في العالم. وهم سنيون في العقائد، وعلى المذهب الشافعي في الفقه، وإلى الآن مازال المذهب الشافعي هو السائد بين مسلمي إندونيسيا وماليزيا وما حولهما من البلدان، حتى الفلبين وسيام وجنوب الصين.

## سبب التسمية
إن تسمية «الأولياء التسعة» عبارة عن اللقب الذي يشير إلى مجلس الأولياء عن طريق اتخاذ رقم تسعة الذي يعد قبل دخول الإسلام إلى أرض جاوة رقمًا مقدسًا، حيث يعتبر الرقم تسعة في الأساطير الكونية الهندوسية الجاوية رقما في غاية الأهمية، ومن الممكن أن هؤلاء الأولياء قد احتلوا المكانة التي كانت تحتلها الآلهة التسعة الحامية التي تشرف على نقاط البوصلة في النظام الكوني القديم حسب المعتقد الجاوي الهندوسي.

## من هم
كان هؤلاء الأولياء من الدعاة الأوائل إلى الإسلام في جزيرة جاوة التي كان شعبها يعتنق الديانة الهندوسية والبوذية. وهم يوصفون بأنهم يتمتعون بالكرامات، وهذه الكرامات تحكى شفويًا وبشكل مستمر من جيل إلى جيل، إلى أن تم كتابتها رسميا باعتبارها جزءا من تاريخ السياسة والدين في جاوة من قبل شعراء مملكة ماتارام الإسلامية في مخطوطات «تاريخ أرض جاوا». وبالتالي فإن مقابرهم أصبحت هدفا للزيارة أكثر من الأماكن المقدسة الأخرى، حيث يقوم بها الزائرون بممارسة الطقوس الدينية لأغراض ودوافع متنوعة. وهذه المقابر منتشرة في جاوة الغربية، وجاوة الوسطى، وجاوة الشرقية. واشتهر من بينهم تسعة دعاة شهرة كبيرة تفوق الباقين ومعظمهم من السادة الأشراف آل عظمة خان، وهم:
| - سونن غريسيك (Sunan Gresik) - سونن أمبل (Sunan Ampel) - سونن بونانغ (Sunan Bonang) | - سونن قيري (Sunan Giri) - سونن درجات (Sunan Drajat) - سونن كاليجاغا (Sunan Kalijaga) | - سونن قدوس (Sunan Kudus) - سونن موريا (Sunan Muria) - سونن جونونغ جاتي (Sunan Gunung Jati) |

وإلى جانب هؤلاء الأولياء الذين سبق ذكرهم هناك أولياء آخرون انتشروا بأرض إندونيسيا ولكنهم أقل شهرة، منهم:
| - سونن بيات (Sunan Tembayat) - سونن كاديلانغو (Sunan Kadilangu) - سونن ليمبايونغ (Sunan Lembayung) - سونن باكوان (Sunan Pakuan) - سونن جيسينغ (Sunan Geseng) - سونن موجو أجونغ (Sunan Mojo Agung) - سونن بانكلان (Sunan Bangkalan) | - سونن برابين (Sunan Prapen) - سونن دماك (Sunan Demak) - سونن لامونجان (Sunan Lamongan) - سونن جيبارا (Sunan Jepara) - سونن براوتو (Sunan Prawoto) - سونن نودونج (Sunan Ngudung) - سونن موليا (Sunan Mulia) | - سونن أطاس أنجين (Sunan Atas Angin) - سونن بونكول (Sunan Bungkul) - سونن دالم (Sunan Dalem) - سونن نيرانغ (Sunan Ngerang) - سونن بادوسان (Sunan Padusan) - سونن سندانغ دور (Sunan Sendang Duwur) - سونن ويليس (Sunan Wilis) |

وهذه إنما ألقابهم وهم ينسبون إلى المواضع التي هم فيها. ولفظ "سونن [الإنجليزية]" لقب تشريف يطلقونه على بعض الملوك وكبار دعاة الإسلام في جاوة.

## عصرهم
كان القرن الخامس عشر والسادس عشر ميلادية عصرًا ذهبيًا للدعوة الإسلامية في إندونيسيا، مع كونه عصرًا انحطاطيًا للممالك الهندوسية والبوذية، سياسيا كان أم اجتماعيا. وقد قال المستشرق البريطاني توماس أرنولد في كتابه «The Preaching of Islam» بأن الإسلام جاء إلى إندونيسيا بسلام وليس بسلاح كما قد فعلت الحكومات الإسبانية والبرتغالية، الإسلام جاء إلى شرق آسيا بوئام، من غير سلاح، ولا عن طريق اغتصاب القوة السياسية، إن الإسلام جاء إلى نوسانتارا عن طريق ظهور الأخلاق الإسلامية مع احترام التقاليد المحلية والأديان الوضعية. ومع كون اشتغال الشعب الإندونيسي في تعلم الإسلام وإقامة الممالك الإسلامية بتمزيج ما هو فكر ديني بما هو فكر وضعي إندونيسي، جاء كثير من التجار المسلمين من بقاع العالم الإسلامي إلى إندونيسيا حيث كانت علاقتهم بالمجتمع الإندونيسي وثيقة جدا. وتاريخيا، كان أكثر المهاجرين العرب إلى إندونيسيا هم الحضرميون باليمن، وحسب كتاب تاريخ حضرموت هذه الهجرة تعتبر أكبر هجرة في التاريخ الحضرمي.
ومن الجدير بالذكر أيضًا أن على يد هؤلاء الأولياء كانت المملكة الإسلامية «دماك بينطارا» في أرض جاوة أقوى مملكة في نوسانتارا سلاحيا وعسكريا، مع كون عاصمتها بدماك في جاوة الوسطى مركزًا للدعوة وانتشار العلوم الإسلامية.

## تعاليمهم
إن الإسلام الذي عرفه هؤلاء الأولياء للمجتمع الجاوي هو الإسلام الذي يميل إلى التصوف. وأما طرق دعوتهم الإسلامية فمعروفة حتى الآن، وهي بممارسة الغناء والأشعار والنظم والخطب الدينية المسماة بـ«سرات» Serat، وكذلك بإنتاج القصص الإسلامية المجسدة بالدمى. وليس لديهم أي مؤلَّف ككتاب، لأن الدعوة آنذاك لم تكن صالحة بالكتب، مع انشغالهم في تقوية المملكة الإسلامية دستوريا وعسكريا. وقد جاءت دعوتهم الإسلامية على أساس احترام التقاليد المحلية والعقائد الوضعية، وإن كانوا من عظماء المملكة. وخير دليل على ذلك هو وجود مسجد الأقصى في مدينة قدوس في جاوة الوسطى، الذي بُني على أساس التعاون الوثيق بين المسلمين والهندوسيين، ولذلك شكل هذا المسجد شبه المعبد لدى الهندوسيين. وانطلاقا من قوة الاحترام بين أبناء الأديان المختلفة أفتى الفقيه الشيخ جعفر الصادق (سونن قدوس) على سكان مدينة قدوس بتحريم أكل لحوم البقر، احتراما للهندوسيين الذين يقدّسونها حسب معتقداتهم، وإلى الآن أهل مدينة قدوس لا يأكلون البقر.
وإضافة إلى ذلك، كان رادين سعيد (سونن كاليجاغا) قد أدخل القيم الإسلامية في التقاليد المحلية، مثل: تقاليد «ميتو، وياتوس، وييوو» أي حفلات للموتى مع إحراق البخور الجاوية، التي أدخل فيها رادين سعيد القيم الإسلامية؛ وهي إهداء ثواب قراءة القرآن للميت والذكر جماعة وسماع القصص والنصيحة الدينية من حضرة رادين سعيد. ومن حيث المسائل الدينية كان هؤلاء الفقهاء لا يفتون بذكر الآيات القرآنية والأحاديث النبوية حتى أقوال العلماء المعتبرة، وقد ابتعدوا عن قول «حرام»، و«بدعة»، و«شرك» أو «كفر»، بل عرضوا إجابتهم الفقهية بالمثل الجاوي أو بالمنطق، عملا بقوله ﷺ: «يسِّروا ولا تعسِّروا»، وبقوله أيضا: «كلموا الناس على قدر عقولهم». ومثل: الدعوة إلى فريضة ذبح الحيوان في يوم عيد الأضحى، فقد قال رادين سعيد: «من أراد دخول الجنة راكبا على غنمه أو جاموسه فعليه أن يذبحه في يوم عيد الأضحى لمن استطاع على ذلك»، ثم سُئل: يا شيخي، عندي جاموس واحد فهل يمكن في الآخرة أن يركب عليها ستة أشخاص وطفل صغير من أسرتي جميعًا؟ (في الفقه الشافعي أن الجاموس الواحد يكفي لستة أشخاص فقط)، فأجاب رادين سعيد: «عليك أن تذبح غنما واحدا لأن الطفل الصغير يحتاج إلى سُلّم لكي يستطيع أن يركب مع أسرتك على الجاموس».
وبسبب دعوة هؤلاء الأولياء وُلد كثير من العلماء الإندونيسيين، وبعضهم قد وصل إلى المستوى الدولي؛ كالشيخ النووي البنتني المشهور بمفتي الشافعية في البلد الحرام الذي ألّف عدة كتب منها «التفسير المنير» أو «تفسير مراح لبيد»، و«قامع الطغيان»، و«نصائح العباد» وغيرها، والشيخ ياسين الفاداني المعروف بمسند الدنيا في الحديث وعلومه، والشيخ محفوظ الترمسي الذي أصبح كتابه «منهج ذوي النظر» مقررا لطلاب الماجستير في الحديث في الأزهر الشريف بالقاهرة، وغيرهم كثير.

### استشهادات
1. ↑  Salam، Solichin (1989). Nine Walis in the perspective of history. Jakarta: Kuning Mas.
2. ↑  Mustofa, Bisri (2018). Sejarah Para Wali (بالإندونيسية). Kalam. ISBN:6026197583.
3. ↑  Nasuhi، Hamid (2017). "Shakhṣīyat Sunan Kalijaga fī taqālīd Mataram al-Islāmīyah". Studia Islamika. Republic of Indonesia: Syarif Hidayatullah State Islamic University of Jakarta. ج. 24 رقم  1. ص. 151–184. ISSN:2355-6145.
4. ↑  "دراسة لمنهج الصوفية في الدعوة إلى الله في عالم الملايو". Ana Ahtaj ila al-ilmi...Aku perlu ilmu...Ask Why. مؤرشف من الأصل في 2019-11-03.
5. ↑  Hamka (2020). Dari Pembendaharaan Lama: Menyingkap Sejarah Islam di Nusantara (بالإندونيسية). Jakarta: Gema Insani. ISBN:9786022507338.
6. ↑  Lukens-Bull، Ronald (2005). A Peaceful Jihad: Negotiating Identity and Modernity in Muslim Java. US: Palgrave Macmillan. ISBN:9781403980298. مؤرشف من الأصل في 2020-12-19.
7. ↑  Purwadi; Enis Niken (2007). Dakwah Wali Songo: penyebaran Islam berbasis kultural di Tanah Jawa (بالإندونيسية). Yogyakarta: Panji Pustaka.
8. ↑  طبارة، نايلا (2017). الدراسات الإسلامية أمام تحدي التنوع الثقافي في العالم المعاصر. بيروت، لبنان: دار الفارابي.
9. ↑  رمضان، محمد رزقي (2006). أثر الأدب العربي الإسلامي في الأدب الإندونيسي الإسلامي (PDF). الخرطوم، السودان: جامعة إفريقيا العالمية.
10. 1 2  "نبذة تاريخية عن مجيئ الإسلام إلى إندونيسيا". CAHAYA ILMU. مؤرشف من الأصل في 2019-10-30.
11. ↑  Chodjim, Achmad (2003). Mistik dan makrifat Sunan Kalijaga (بالإندونيسية). Jakarta: Serambi. ISBN:9793335866.